# Чеплаков Петро Федорович
Петро Федорович Чеплаков (6 липня 1906, місто Баку, тепер Азербайджан — 9 серпня 1985, місто Москва, Російська Федерація) — радянський партійний діяч, 2-й секретар ЦК Комуністичної партії (більшовиків) Азербайджану (1938—1944), 1-й секретар Грозненського обласного комітету ВКП(б) (1944—1949), 1-й секретар Сахалінського обласного комітету КПРС (1951—1960). Член ЦК КПРС (1952—1956), кандидат у члени ЦК КПРС (1956—1961). Депутат Верховної Ради СРСР 1—5-го скликань.

## Біографія
Народився в родині керуючого банку в місті Баку. Навчався в гімназії. Член комсомолу (РКСМ) з 1920 року.
У травні 1921 — липні 1923 року — завідувач загального відділу Сураханського районного комітету ЛКСМ Азербайджану.
У липні 1923 — вересні 1924 року — конторник господарського відділу, секретар заводського комітету 1-ї технічної майстерні Управління промислів у Баку.
У вересні 1924 — червні 1925 року — учень робітничого факультету району Балахани в Баку. Кандидат у члени РКП(б) з грудня 1924 року.
У липні 1925 — серпні 1927 року — завідувач економічного відділу Сураханського районного комітету ЛКСМ Азербайджану.
Член ВКП(б) з травня 1927 року.
У серпні 1927 — серпні 1928 року — відповідальний секретар районного управління Товариства культурної змички міста із селом у Баку.
У серпні 1928 — жовтні 1929 року — представник Бакинського комітету ЛКСМ Азербайджану в Бакинському управління з професійної освіти (Бакпрофосві).
У жовтні 1929 — жовтні 1930 року — інспектор Бакинського відділу народної освіти.
У жовтні 1930 — квітні 1932 року — заступник директора, викладач нафтоперегонного технікуму Азнафти в селищі Монтіна біля Баку.
У квітні 1932 — січні 1934 року — помічник секретаря Бакинського міського комітету КП(б) Азербайджану.
У 1933 році закінчив вечірнє відділення Азербайджанського нафтового інституту імені Азізбекова в Баку, інженер-економіст.
У січні 1934 — лютому 1935 року — помічник начальника політичного сектора машинно-тракторних станцій (МТС) Народного комісаріату землеробства Азербайджанської РСР.
У лютому 1935 — листопаді 1936 року — 2-й секретар Астрахан-Базарского районного комітету КП(б) Азербайджану.
У листопаді 1936 — грудні 1937 року — 2-й секретар, 1-й секретар Орджонікідзевського районного комітету КП(б) Азербайджану міста Баку.
У грудні 1937 — березні 1938 року — завідувач відділу керівних партійних органів ЦК КП(б) Азербайджану.
У березні 1938 — 13 травня 1944 року — 2-й секретар ЦК КП(б) Азербайджану.
У березні 1944 — жовтні 1949 року — 1-й секретар Грозненського обласного комітету ВКП(б).
У жовтні 1949 — червні 1951 року — слухач курсів перепідготовки перших секретарів обкомів, крайкомів і ЦК національних компартій при ЦК ВКП(б) у Москві.
15 червня 1951 — 25 серпня 1960 року — 1-й секретар Сахалінського обласного комітету ВКП(б) (КПРС).
У вересні 1960 — лютому 1968 року — радник в апараті Ради міністрів Російської РФСР.
З лютого 1968 року — персональний пенсіонер союзного значення у Москві.

## Нагороди та звання
- три ордени Леніна (27.04.1940, .11.1943,)
- орден Вітчизняної війни 1-го ступеня
- два ордени Трудового Червоного Прапора (6.02.1942, 3.09.1956)
- медаль «За трудову доблесть»
- медалі